# Saint-Martin-du-Clocher
Saint-Martin-du-Clocher è un comune francese di 131 abitanti situato nel dipartimento della Charente, nella regione della Nuova Aquitania.

## Società

### Evoluzione demografica
Abitanti censiti